# ژیو وانگ
ژیو وانگ (به انگلیسی: Xiyue Wang) (به چینی: 王夕越)؛ (زادهٔ ۳۱ دسامبر ۱۹۸۰ در پکن) یک آمریکایی چینی است که از سال ۲۰۱۶ تا ۲۰۱۹ به جرم جاسوسی برای ایالات متحده آمریکا در ایران زندانی بود.
وانگ که دانشجوی مقطع دکترا در دانشگاه پرینستون بود برای پژوهش دربارهٔ دودمان قاجاریان در ژانویه ۲۰۱۶ به ایران سفر کرد اما در تابستان آن سال توسط نظام جمهوری اسلامی ایران بازداشت شد. او در ژوئیه ۲۰۱۷ توسط نظام جمهوری اسلامی ایران به ده سال زندان محکوم شد. در پی مبادله زندانی میان ایران و آمریکا، مسعود سلیمانی، پژوهشگر سلول‌های بنیادی، که در آمریکا بازداشت شده بود آزاد شد و ایران در مقابل ژیو وانگ را آزاد کرد.

## بازداشت و زندان
ژیو وانگ در مصاحبه‌ای گفت که مأموران امنیتی ایران پیش از بازداشت به او گفته بودند که وسایلش را جمع کند و به همراه آنها به فرودگاه برود تا کشور را ترک کند اما در عوض او را به زندان اوین برده و در یک سلول انفرادی زندانی کردند. او گفت:
«آنها با صراحت به من گفتند فایده‌ای ندارد که مقاومت کنی. ما به معامله‌ای با آمریکا احتیاج داریم. اگر اعتراف نکنی، ما پرونده قضایی نخواهیم داشت. اگر پرونده‌ای نداشته باشیم معامله‌ای صورت نخواهد گرفت…
آنها خیلی رک بودند. می‌گفتند که ما می‌خواهیم پولمان را از آمریکا پس بگیریم. می‌خواهیم زندانی‌هایمان را پس بگیریم…
آنها به‌طور شگفت‌انگیزی از من خواستند که فقط یک جمله به فارسی و انگلیسی بنویسم. یک جمله: من جاسوس آمریکا هستم. همین.»
در مقاله‌ای منتشر شده در مجلهٔ آتلانتیک، وانگ دوره زندانش در ایران را باعث تغییر کامل عقایدش در مورد حکومت ایران می‌داند. او که پیشتر می‌پنداشت مشکلات ایران ناشی از سیاست خارجی ایالت متحده و «کارهای بدی است که ما [آمریکایی‌ها] با آنها کردیم»، در این مقاله می‌گوید:
«به تدریج فهمیدم: آنها [رژیم ایران] نمی‌خواهند دوستان ما [آمریکایی‌ها] باشند. آنها نمی‌خواهند با ما کنار بیایند…

آنها ما را به عنوان دشمن می‌خواهند تا وجود خود را توجیه کنند.»

## رابرت مالی
در ۲۸ ژانویه ۲۰۲۰ جو بایدن، رابرت مالی را به عنوان نماینده ویژه ایالات متحده آمریکا در امور ایران معرفی کرد. ژیو وانگ رابرت مالی را متهم کرد که برای آزادی او از زندان‌های ایران، هیچ نقش مثبتی ایفا نکرده بود و این انتصاب به این معنی است که آزادی شهروندان زندانی آمریکایی در ایران در دولت جو بایدن، یک اولویت نخواهد بود.

## نظرات در مورد سیاست حزب دموکرات و دانشگاهیان آمریکایی در قبال جمهوری اسلامی
در فوریه ۲۰۲۱، وانگ با انتشار مقاله‌ای در وال‌استریت جورنال از سیاست مماشات دولت اوباما با حکومت ایران و فشار جناح‌های مترقی حزب دموکرات به دولت بایدن برای بازگشت به برجام انتقاد کرد. وانگ در این مقاله با رد دید آکادمیک رایج در غرب که تمامی مشکلات ایران را به دلیل سیاست خارجی آمریکا و کودتای ۲۸ مرداد می‌داند، با اشاره به تجربه زندان خود در ایران می‌نویسد که دشمنی حکومت ایران با آمریکا بخشی از هویت این رژیم و ناشی از ایدئولوژی غرب‌ستیزانه آن است. وانگ حکومت ایران را رژیمی با جاه‌طلبی‌های منطقه‌ای می‌نامد که با صدور انقلاب و تروریسم توسط نایبان خود به گسترش نفوذش در خاورمیانه می‌پردازد. در انتهای مقاله، وانگ به دولت بایدن توصیه می‌کند که در دیپلماسی با حکومت ایران از موضع قدرت وارد شده و از اهرم‌های فشار برای تغییر رفتار رژیم استفاده کند.
وانگ نظرات دانشگاهیان منتقد سیاست خارجی آمریکا در باب جمهوری اسلامی را غلط و بر مبنای باور به وجود «شبحی» از نیروهای میانه‌رو در حکومت ایران می‌داند. او از دستگیری خود در ایران به عنوان نشانه‌ای از بطلان نظریات این دسته از دانشگاهیان آمریکایی یاد می‌کند که در ابتدا مشوق او در سفر به ایران بودند و سپس زندانی شدن او در ایران را ناشی از سیاست‌های ترامپ دانستند علی‌رغم اینکه دستگیری وانگ سه ماه پیش از انتخاب ترامپ رخ داده بود.